# 東武会沢線
会沢線（あいざわせん）は、かつて栃木県安蘇郡葛生町（現・佐野市葛生）にあった東武鉄道の貨物線である。石灰石、ドロマイト等の運搬用に敷設された、佐野線の終点葛生駅から第三会沢駅に至る路線であった。

## 路線データ
※1986年運行停止時点
- 路線距離：葛生 - 上白石 - 第三会沢間 4.2 km
- 軌間：1,067 mm
- 駅数：5駅（起終点含む）
- 電化区間：全線（直流1,500 V）
- 複線区間：なし（全線単線）※葛生 - 上白石間は会沢線と住友セメントのセメント工場線とが単線並列で並行

## 歴史
- 1917年（大正6年）12月12日 鉄道免許状下付（葛生 - 会沢間）[1][2]
- 1920年（大正9年）8月23日 葛生 - 第二会沢（後の第三会沢）間の人車線（4.4 km）開業[3][4][5][2][6]
- 1925年（大正14年）
  - 8月5日 葛生 - 第二会沢間の人車線を廃止。改軌改キロの上、一般貨物線として葛生 - 第三会沢（旧第二会沢）間（4.6 km）を開業。第一会沢 - 第三会沢間に第二会沢駅（新駅）を開業[7][2][5][8]
  - 8月23日 蒸気列車の運転を開始[9]
- 1928年（昭和3年）7月10日 上白石駅を開業[10][注釈 2]
- 1937年（昭和12年）以降 第三会沢を移転または改キロ (+0.2 km)[注釈 1]
- 1938年（昭和13年）10月1日 第二会沢駅を廃止[14][注釈 3]
- 1966年（昭和41年）6月 葛生 - 第三会沢間の電化完成[10]
- 1985年（昭和60年）12月1日 第三会沢を移転 (-0.4 km)。[注釈 4]
- 1986年（昭和61年）10月21日 上白石 - 第三会沢間を廃止 (-3.3 km)[15][14]
- 1997年（平成9年）10月1日 葛生 - 上白石間の廃止により全線廃止[14]

## 駅一覧
- 全駅栃木県安蘇郡葛生町（現・佐野市葛生）に所在。
- 1981年当時。葛生駅のみ一般車扱貨物取扱駅。ほかは専用線発着車扱貨物のみ取り扱う[16]。

| 電報略号 | 駅名                | 営業キロ | 営業キロ | 接続路線                                     | 所属専用線・取扱品                                                                                         | 所属専用線・取扱品                                      |
| 電報略号 | 駅名                | 駅間     | 累計     | 接続路線                                     | 専用者 | 第三者使用                                              |
| -------- | ------------------- | -------- | -------- | -------------------------------------------- | --- | ------------------------------------------------------- |
| クズ     | 葛生駅 (山菅荷扱所) | -        | 0.0      | 東武鉄道：佐野線                             | 東京石灰工業（砕石）                                                                                       |                                                         |
| クズ     | 葛生駅 (山菅荷扱所) | -        | 0.0      | 東武鉄道：佐野線                             | 湧井石灰興業（炭酸カルシウム・プラスター）                                                                 | 東武運輸                                                |
| クズ     | 葛生駅 (山菅荷扱所) | -        | 0.0      | 東武鉄道：佐野線                             | 山野井砕石工業（砕石）                                                                                     |                                                         |
| クズ     | 葛生駅 (山菅荷扱所) | -        | 0.0      | 東武鉄道：佐野線                             | 安蘇石灰（炭酸カルシウム）                                                                                 |                                                         |
| クズ     | 葛生駅 (山菅荷扱所) | -        | 0.0      | 東武鉄道：佐野線                             | 清水石灰工業（消石灰）                                                                                     | 東武運輸                                                |
| クズ     | 葛生駅 (山菅荷扱所) | -        | 0.0      | 東武鉄道：佐野線                             | 駒形石灰工業（肥料・プラスター）                                                                           | 清水鉱業                                                |
| シラ     | 上白石駅            | 0.8      | 0.8      | 東武鉄道：大叶線                             | 住友セメント・セメント工場線（セメント）                                                                   | 栃木興産（肥料）                                        |
| シラ     | 上白石駅            | 0.8      | 0.8      | 東武鉄道：大叶線                             | 住友セメント・ポール工場線                                                                                 | 住建コンクリート工業（PC枕木）                          |
| シラ     | 上白石駅            | 0.8      | 0.8      | 東武鉄道：大叶線                             | 住友セメント・ポール工場線                                                                                 | 住友建設                                                |
| シラ     | 上白石駅            | 0.8      | 0.8      | 東武鉄道：大叶線                             | 日鉄鉱業・羽鶴専用鉄道 〔上白石駅 - 常盤信号所 - 羽鶴駅〕(6.5 km) 羽鶴：日鉄鉱業（ドロマイト・砕石・肥料） | 吉沢石灰工業                                            |
| シラ     | 上白石駅            | 0.8      | 0.8      | 東武鉄道：大叶線                             | 日鉄鉱業・羽鶴専用鉄道 〔上白石駅 - 常盤信号所 - 羽鶴駅〕(6.5 km) 羽鶴：日鉄鉱業（ドロマイト・砕石・肥料） | 常盤：田沢工業 （高温焼成ドロマイト・肥料）             |
| シラ     | 上白石駅            | 0.8      | 0.8      | 東武鉄道：大叶線                             | 日鉄鉱業・羽鶴専用鉄道 〔上白石駅 - 常盤信号所 - 羽鶴駅〕(6.5 km) 羽鶴：日鉄鉱業（ドロマイト・砕石・肥料） | 羽鶴：羽鶴ドロマイト工業 （高温焼成ドロマイト・生石灰） |
| ツイ     | 築地駅              | 0.6      | 1.4      |                                              | 吉沢石灰工業（砕石、消石灰）                                                                               |                                                         |
| ツイ     | 築地駅              | 0.6      | 1.4      | 宮田石灰（生石灰、消石灰）                   | 東洋プラスター協業組合 （プラスター）                                                                      |                                                         |
| ツイ     | 築地駅              | 0.6      | 1.4      | 駒形（消石灰、炭酸カルシウム）               | |                                                         |
| ツイ     | 築地駅              | 0.6      | 1.4      | 三栄砿業（プラスター）                       | |                                                         |
| タイ     | 第一会沢駅          | 1.1      | 2.5      |                                              | 泉石灰工業（プラスター、炭酸カルシウム）                                                                   | 東武砂利協同組合                                        |
| タイ     | 第一会沢駅          | 1.1      | 2.5      | 東武開発（肥料）                             | 泉石灰工業（プラスター、炭酸カルシウム）                                                                   |                                                         |
| タサ     | 第三会沢駅          | 2.1      | 4.6      |                                              | 泉石灰工業（ドロマイト）                                                                                   | 湧井石灰興業（消石灰・生石灰）                          |
| タサ     | 第三会沢駅          | 2.1      | 4.6      | 村樫石灰工業（消石灰・炭酸カルシウム・砕石） | |                                                         |
| タサ     | 第三会沢駅          | 2.1      | 4.6      | 宮田石灰（消石灰・生石灰）                   | |                                                         |
| タサ     | 第三会沢駅          | 2.1      | 4.6      | 日鉄鉱業（ドロマイト）                       | 駒形 |                                                         |
| タサ     | 第三会沢駅          | 2.1      | 4.6      | 駒形石灰工業（消石灰・生石灰）               | 東武開発                                                                                                   |                                                         |